# Tommy Remengesau
Thomas Esang Remengesau, jr. (født 29. februar 1956) er en Palausk politiker, der siden 17. januar 2013 er Palaus præsident.
Han har tidligere været landets præsident i 2 perioder fra 2001 til 2009.
Han er søn af landets tidligere præsident Thomas Remengesau, sr. Han er uddannet ved Grand Valley State University
i Michigan.
Remengesau gik ind i politik i 1984 som landets yngste senator. I 1992 blev han landets vicepræsident og blev valgt til præsident første gang
i 2000.

## Eksterne Henvisninger
1. ↑  Navnet er anført på engelsk og stammer fra Wikidata hvor navnet endnu ikke findes på dansk.
2. ↑  Tommy Remengesay jr. new president (Webside ikke længere tilgængelig), palauconsulate.be, besøgt: 4. januar 2012 (engelsk)

- Time Magazine: 2007 Heroes of the Environment - Tommy Remengesau Jr. Arkiveret 13. januar 2013 hos  Wayback Machine (engelsk)